# Шонак
Шонак (фр. Chaunac) насеље је и општина у западној Француској у региону Поату-Шарант, у департману Приморски Шарант која припада префектури Жонзак.
По подацима из 2011. године у општини је живело 89 становника, а густина насељености је износила 39,38 становника/km². Општина се простире на површини од 2,26 km². Налази се на средњој надморској висини од 48 метара (максималној 56 m, а минималној 42 m).

## Демографија
| 1962. | 1968. | 1975. | 1982. | 1990. | 1999. | 2011. |
| ----- | ----- | ----- | ----- | ----- | ----- | ----- |
| 87    | 103   | 78    | 81    | 81    | 56    | 89    |

График промене броја становника у току последњих година